# La Maison Francaise (Rockefeller Center)
La Maison Francaise ( en francés: La Maison Française, literalmente La Casa Francesa), también conocida por su dirección 610 Fifth Avenue, es un edificio comercial en el Rockefeller Center en el barrio Midtown Manhattan de la ciudad de Nueva York (Estados Unidos). Completada en 1933, la estructura de seis pisos fue diseñada en estilo Art Deco por Raymond Hood, el arquitecto principal del Rockefeller Center. La Maison Francaise, junto con el British Empire Building casi idéntico y el International Building de gran altura al norte, comprenden un grupo de estructuras comerciales y de oficinas conocidas como el Complejo Internacional. La Maison Francaise y el British Empire Building están separados por Channel Gardens, una explanada peatonal plantada que se extiende hacia el oeste hasta la Plaza Inferior del complejo.
La fachada está hecha de piedra caliza, con una entrada principal por la Quinta Avenida y entradas secundarias por la calle 49 y Channel Gardens. La parte superior de La Maison Francaise tiene retranqueos, un jardín en la azotea y un ático parcial en el séptimo piso. Las entradas del edificio tienen decoraciones ornamentadas de Lee Lawrie, Alfred Janniot y Rene Paul Chambellan. Todo el complejo del Rockefeller Center es un hito designado por la ciudad de Nueva York y un Monumento Histórico Nacional.
La Maison Francaise y el British Empire Building se desarrollaron como parte de la construcción del Rockefeller Center después de que se desechara una propuesta para un solo edificio en el sitio. Las obras comenzaron en febrero de 1932 y las empresas francesas acordaron ocupar el edificio el mes siguiente. El edificio se completó en 1933 e inicialmente albergaba principalmente empresas francesas. A lo largo de los años, el edificio ha albergado una variedad de inquilinos, incluidas tiendas y empresas de viajes.

## Sitio
La Maison Francaise es parte del complejo Rockefeller Center en el barrio Midtown Manhattan de la ciudad de Nueva York. Ubicado en 610 Fifth Avenue, es parte del Complejo Internacional del Rockefeller Center. El gemelo arquitectónico de La Maison Francaise, el British Empire Building, está directamente al norte, y el International Building está a una cuadra al norte. El terreno rectangular se comparte con el British Empire Building y está delimitado por Rockefeller Plaza al oeste, la Calle 50 al norte, la Quinta Avenida al este y la calle 49al sur. Cubre 5877 m² y tiene un frente de 61 m sobre Quinta Avenida y 96 m en las calles.
The Channel Gardens, un jardín en una explanada peatonal arbolada de 18,3 m de ancho y 61,0 m de largo, separa el British Empire Building y La Maison Francaise. Lleva el nombre del Canal de la Mancha, que separa Gran Bretaña y Francia. La plaza desciende hacia la Plaza Inferior al oeste. La Plaza Inferior es un patio subterráneo que tiene la escultura de Prometeo de Paul Manship y una pista de hielo estacional. El crítico de arquitectura Paul Goldberger de The New York Times describió el British Empire Building, Channel Gardens y La Maison Francaise como "conducentes a un foco central", a saber, la Plaza Inferior.
La Maison Francaise se encuentra en la sección este del complejo del Rockefeller Center. Dentro del Rockefeller Center, el edificio se enfrenta a 1 Rockefeller Plaza al sur, 10 Rockefeller Plaza al suroeste, 30 Rockefeller Plaza al oeste, 50 Rockefeller Plaza al noroeste y el British Empire Building y el International Building al norte. El edificio también está cerca de la Catedral de San Patricio al noreste, la tienda insignia de Saks Fifth Avenue (que incluye 623 Fifth Avenue) al este, 597 Fifth Avenue al sureste y 608 Fifth Avenue y 600 Fifth Avenue al sur. Anteriormente, el sitio formaba parte del campus de la Universidad de Columbia, que retuvo la propiedad de la mayor parte del terreno mucho después de la construcción del complejo.

## Arquitectura

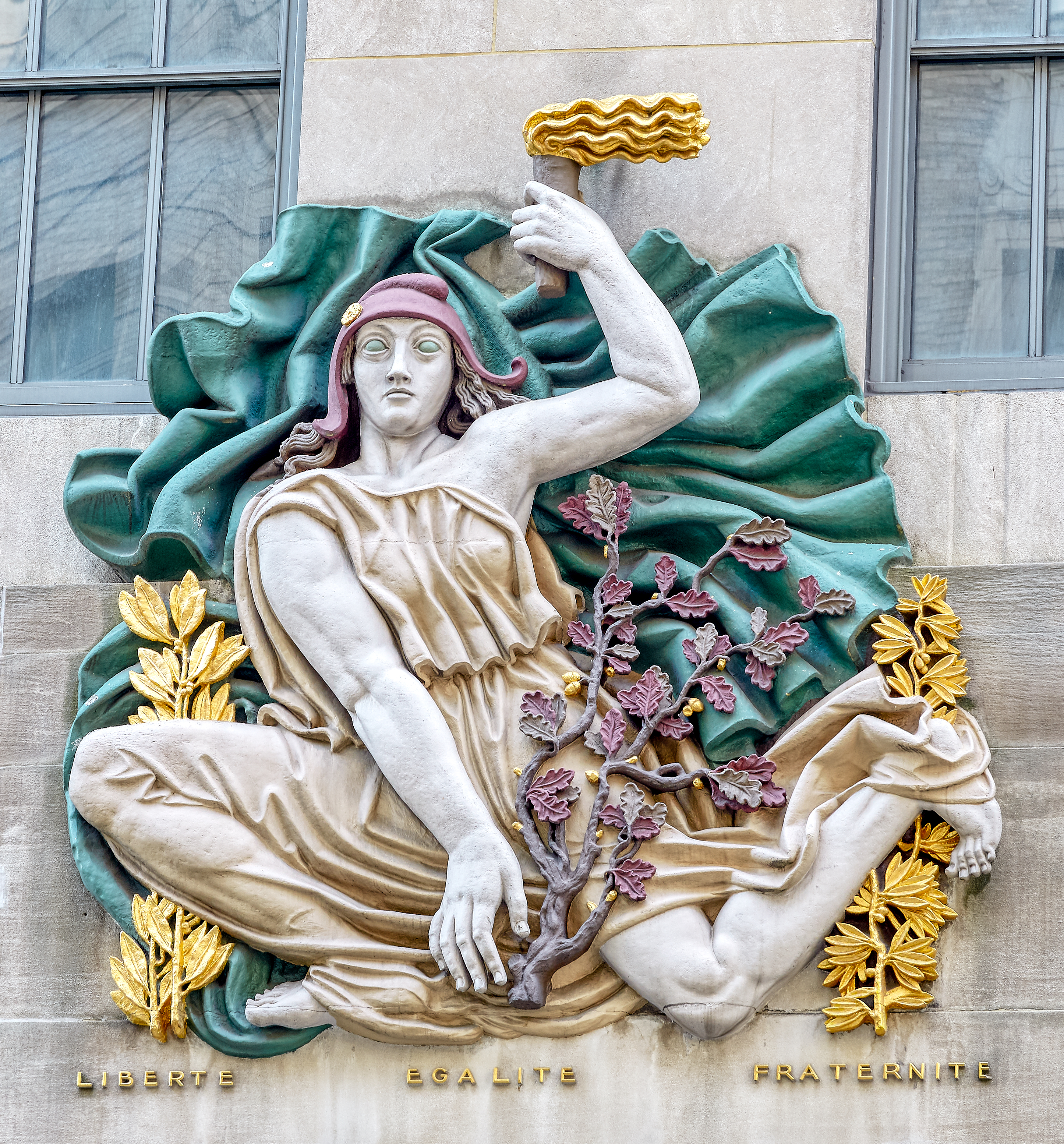
Relieve de Janniot

La Maison Francaise es un edificio de piedra caliza de seis pisos, con retranqueos al norte y al sur por encima del quinto piso. El edificio fue diseñado por Associated Architects of Rockefeller Center, compuesto por las firmas de Corbett, Harrison & MacMurray ; Hood, Godley y Fouilhoux ; y Reinhard & Hofmeister. The Associated Architects diseñó todos los edificios del Rockefeller Center en estilo Art Deco.
Según The New York Times, La Maison Francaise mide 27 m de altura hasta la cima de su sexto piso. El edificio mide 21 m sobre la Quinta Avenida y 61 m en la calle 50. Hay un penthouse de un piso y medio sobre la mitad oeste del sexto piso y un jardín en la azotea sobre la mitad este del sexto piso. El ático del séptimo piso le da al edificio una masa más imponente a lo largo de la Plaza Inferior que a lo largo de la Quinta Avenida. Las masas del British Empire Building y La Maison Francaise complementan las del 623 Fifth Avenue al este y el 30 Rockefeller Plaza al oeste.

### Fachada
Toda la fachada es de piedra caliza. La planta baja de La Maison Francaise incluye vitrinas en los cuatro costados. A las vitrinas del edificio se les asignaron originalmente los números de dirección 610A a 610G en la Quinta Avenida. La Maison Francaise tiene una piedra angular en su esquina noreste, con inscripciones. Sobre la planta baja hay una cornisa con moldura de canutillos. Los pisos segundo a séptimo tienen ventanas de guillotina de acero con enjutas de piedra caliza ligeramente empotradas entre las ventanas de cada piso. Las ventanas están separadas por pilastras planas verticales con molduras de cinta en sus capiteles. Tres astas de bandera cuelgan de los muelles de la Quinta Avenida. Los retranqueos están a su vez coronados por molduras de cinta. También hay cornisas por encima de los retranqueos, que tenían la intención de llamar la atención de los espectadores hacia 30 Rockefeller Plaza.
Hartley Burr Alexander, profesor de mitología y simbología que supervisó el programa de arte del Rockefeller Center, dirigió la instalación de obras de arte en todo el complejo. El complejo internacional del Rockefeller Center fue decorado con un tema internacional, con motivos que representan las artes, la paz y el comercio. La obra de arte de La Maison Francaise tenía como tema el arte, la industria y el comercio franceses. Las decoraciones fueron diseñadas en su mayoría por artistas franceses.

#### Quinta Avenida

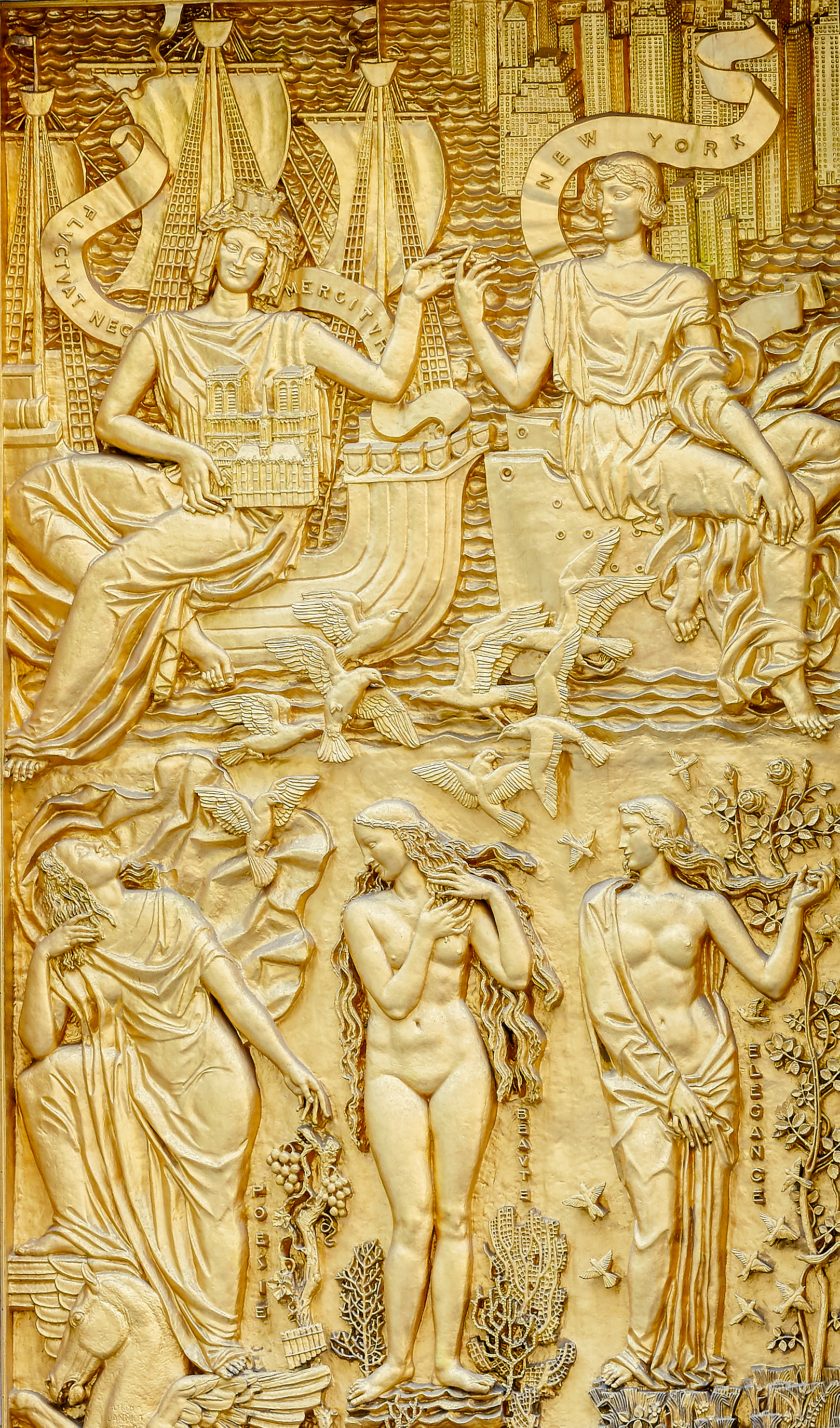
Grabado en bronce dorado de Janniot

El grabado de bronce dorado de Alfred Janniot de 9 LT sobre la entrada mide 3,4 m de ancho por 5,5 m de alto. Contiene personificaciones de Francia y Nueva York tomados de la mano sobre el océano. La personificación de Francia sostiene la Notre Dame en su regazo y el pergamino que se despliega detrás está inscrito con el lema latino de París: fluctuat nec mergitur (flota, pero nunca se hunde). La personificación de Nueva York se sienta frente a un pergamino que se despliega con el nombre del estado, así como una talla de los rascacielos del Rockefeller Center. A continuación se muestran tres personificaciones femeninas de la poesía, la belleza y la elegancia en diferentes estados de vestimenta. El grabado también tiene pájaros, plantas y frutas.
Sobre este grabado de bronce, Janniot también esculpió un cartucho de una personificación femenina de la libertad francesa, con el lema francés Liberté, Égalité, Fraternité (libertad, igualdad, fraternidad) inscrito debajo. La figura mide 3 m de altura y unos 3,4 m de ancho. La mujer está representada en posición torcida sobre un fondo verde. En su mano izquierda sostiene en alto una antorcha de la libertad, y con la derecha sostiene hacia abajo ramas de olivo y coronas de laurel. El pecho izquierdo de la figura apenas está cubierto, lo que simbolizaba el peligro, mientras que su pose pretendía significar triunfo.
René Chambellan creó cuatro bajorrelieves sobre las ventanas del sexto piso. Simbolizan eras históricas de Francia: el Imperio de Carlomagno, Nueva Francia, la Monarquía Absoluta de Luis XIV y la República Francesa de izquierda a derecha. El panel del Imperio de Carlomagno tiene una gran espada y las iniciales SPQR, mientras que el de Nueva Francia tiene flores de lis alrededor de cinco lanzas. El panel de Luis XIV muestra un cetro, un par de flores de lis y una antorcha atravesada por un estandarte con la inscripción L'etat, c'est moi (Yo soy el estado). El panel de la República Francesa tiene las letras "RF", un gorro frigio, fasces, una corona de laurel y tres bandas con el lema francés. Los primeros planes requerían que la costado de la Quinta Avenida estuviera coronada por un friso de piedra caliza y estatuas, pero estos se simplificaron enormemente en los planes finales.

#### Otros costados
El costado oeste se eleva siete pisos e incluye vitrinas, pero no puertas, a nivel del suelo. Al oeste del edificio, las escaleras descienden desde la acera hasta la Plaza Inferior. Como resultado, hay una ventana más pequeña que las demás. Este costado no está retranqueado, pero son visibles los retranqueos del quinto y séptimo piso de costado norte y sur. El costado oeste está dividido por cuatro pilares, cada uno con una cubierta de bronce para iluminación. El muelle más a la derecha tiene una pequeña inscripción con el texto "Rockefeller Center".
Las costados norte y sur son similares entre sí e incluyen vitrinas a nivel del suelo. En la planta baja de ambas costados, hay cuatro escaparates a ambos lados de una entrada secundaria. Lee Lawrie las decoró. Las entradas mismas están empotradas e incluyen puertas giratorias. Los ocho tramos occidentales de cada costado se elevan hasta el séptimo piso, con enjutas de celosía de piedra caliza y un retranqueo adicional sobre seis de estos tramos. Hay una piedra angular con una inscripción en la esquina noreste del edificio.
La entrada sur en 9 West 49th Street tiene un diseño simple, con tres flores de lis doradas, que están talladas en el bloque de piedra caliza sobre la entrada. Debajo de estas hay un dintel con paneles festoneados de color verde grisáceo y dientes dorados rectangulares. La entrada norte de Channel Gardens está coronada por Seeds of Good Citizenship, una talla dorada de una mujer con un gorro frigio y arrojando semillas. Debajo de la talla hay un dintel multicolor. De arriba abajo, hay bandas festoneadas en tonos dorados y verdes, una banda de galones rojos y un conjunto de triángulos negros. Léon-Victor Solon ayudó a crear las tallas, que se hicieron en huecograbado.

### Características
El British Empire Building y La Maison Francaise juntos tienen solo 16 072 m² de área de piso, a pesar de que su sitio teóricamente puede acomodar 84 802 m² edificio. Cuando se completó el edificio, tenía una superficie bruta de 5017 m² distribuidos en seis plantas y dos sótanos. El vestíbulo del edificio tiene una maqueta de avión creada por Cartier & Co. El avión, instalado en 1933, representa el vuelo transatlántico que Dieudonné Costes y Maurice Bellonte realizaron desde Francia a Nueva York en 1930. El sótano se conecta con otros edificios en el Rockefeller Center, incluidos 30 Rockefeller Plaza, el International Building y el British Empire Building.
La superestructura está hecha de acero esquelético y pesa 1518 LT; 1542 t. La estructura de acero del edificio se reforzó para soportar el peso del jardín de la azotea, que está plantado con flores y setos. C. J. Hughes de The New York Times describió los jardines en la azotea en 2019 como "joyas que se soltaron de un collar y aterrizaron en un piso polvoriento".

## Historia
La construcción del Centro Rockefeller ocurrió entre 1932 y 1940 en un terreno que John D. Rockefeller Jr. arrendó a la Universidad de Columbia. Originalmente se suponía que el sitio del Rockefeller Center estaría ocupado por un nuevo teatro de ópera para la Ópera Metropolitana. En 1928, se contrató a Benjamin Wistar Morris y al diseñador Joseph Urban para que elaboraran los planos de la casa. Sin embargo, el nuevo edificio era demasiado caro para que la ópera lo financiara sola y necesitaba una dotación. El proyecto finalmente obtuvo el apoyo de Rockefeller. El teatro de ópera planificado fue cancelado en diciembre de 1929 debido a varios problemas, y Rockefeller negoció rápidamente con Radio Corporation of America (RCA) y sus subsidiarias, National Broadcasting Company (NBC ) y Radio-Keith-Orpheum (RKO), para construir un complejo de entretenimiento de medios masivos en el sitio. En mayo de 1930, RCA y sus afiliados acordaron desarrollar el sitio.

### Desarrollo

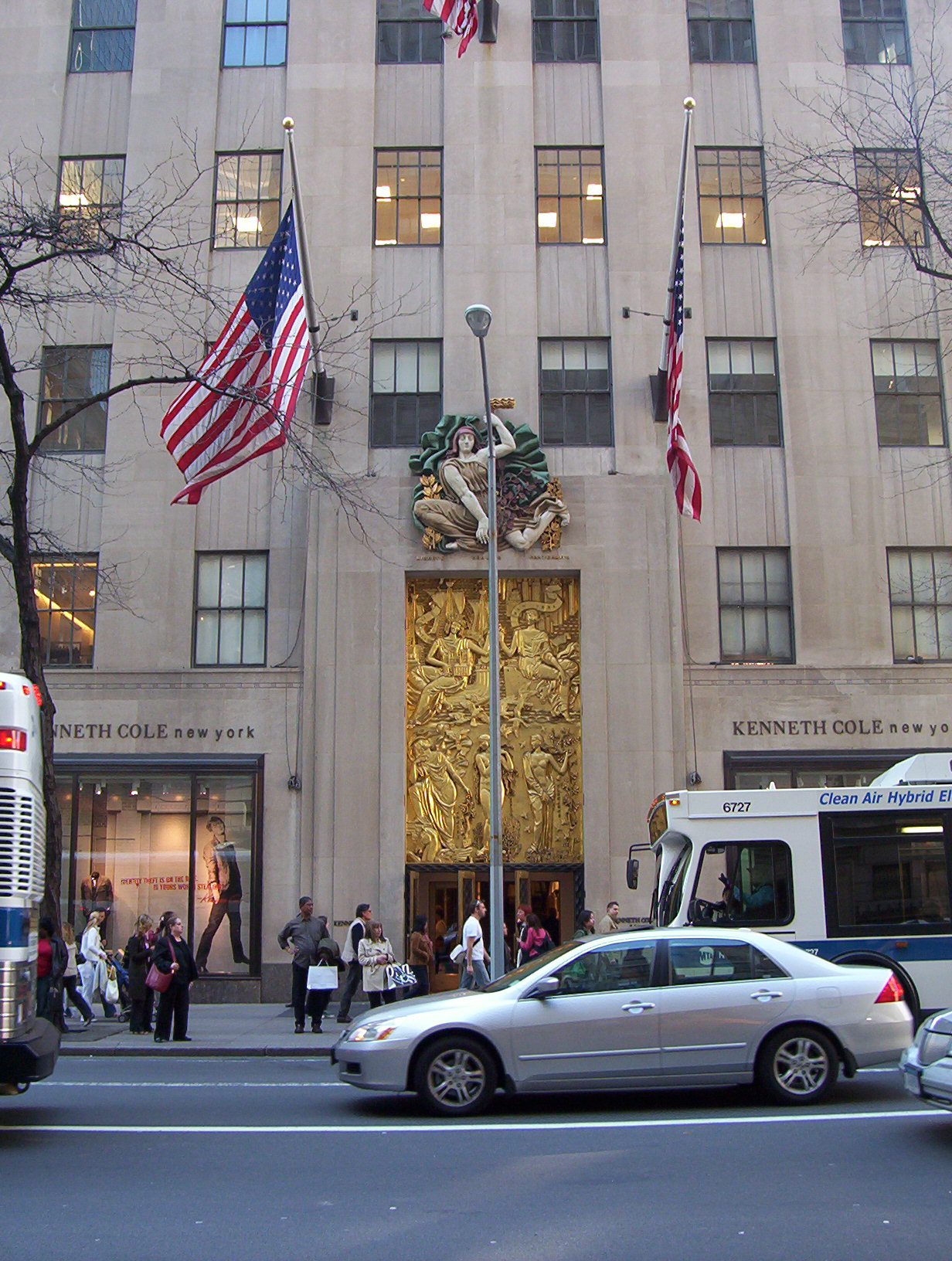
Fachada de la Quinta Avenida

Una propuesta para el Rockefeller Center, revelada en marzo de 1930, incluía un edificio comercial ovalado en la Quinta Avenida entre las calles 49 y 50, cuyos pisos superiores contendrían las oficinas del Chase National Bank. Una propuesta refinada, anunciada en marzo de 1931, requería un jardín en la azotea sobre el edificio ovalado. El público criticó el plan revisado y vio que el edificio ovalado en particular chocaba con otros diseños en la Quinta Avenida. El edificio ovalado fue desechado a principios de 1931 después de que Chase se retirara del proyecto. Fue reemplazado por un par de edificios comerciales de seis pisos entre las calles 49 y 50, así como una torre de 41 pisos en la cuadra al norte. Debido a que el edificio oval cancelado contenía jardines en la azotea, Raymond Hood sugirió la idea de jardines en la azotea en todo el complejo, incluso en todos los edificios comerciales. Estos jardines serían curados por Ralph Hancock.
Como los inquilinos estadounidenses se mostraban reacios a alquilar en estos edificios comerciales, el gerente del Rockefeller Center, Hugh Robertson, anteriormente de Todd, Robertson y Todd, sugirió inquilinos extranjeros para los edificios. Los gerentes del complejo promovieron el Rockefeller Center como un "centro para el comercio internacional". Los gerentes del Rockefeller Center mantuvieron conversaciones con posibles arrendatarios checos, alemanes, italianos y suecos que podrían ocupar los edificios de seis pisos con temática internacional en la Quinta Avenida. Según los informes, también se consideraron inquilinos holandeses, chinos, japoneses y rusos. El gobierno británico acordó ocupar el British Empire Building en enero de 1932, convirtiéndolo en el primer edificio temático para el que se llegó a un acuerdo. El segundo edificio temático fue La Maison Francaise, que los inquilinos franceses acordaron ocupar en marzo de 1932. A diferencia del edificio británico, del cual el gobierno británico era inquilino, originalmente no se planeó que el gobierno francés fuera inquilino. Al igual que el edificio británico, La Maison Francaise iba a ser un puerto franco, con todas sus mercancías exentas de aranceles. El ático del séptimo piso sobre el edificio se agregó al final del proceso de diseño.
La excavación de los sitios del British Empire Building y La Maison Francaise comenzó en febrero de 1932. En dos meses, se extrajeron más de 21 000 m³ de tierra. El trabajo en los edificios se detuvo temporalmente en mayo de 1932 debido a una huelga laboral. Aunque la estructura de acero del edificio británico se completó en noviembre de 1932, el trabajo en la superestructura del edificio francés aún no había comenzado. A principios de abril de 1933, se estaba erigiendo la superestructura de acero del edificio. El ex primer ministro francés Edouard Herriot dedicó La Maison Francaise el 29 de abril de 1933. La economía de Francia era relativamente estable en el momento de la finalización del edificio, pero Herriot elogió el edificio del Rockefeller Center por representar "la prosperidad, la libertad y la paz del mundo". En junio de 1933, el Congreso de Construcción de Nueva York organizó una ceremonia en el primer piso, otorgando premios de artesanía a 22 trabajadores que participaron en el proyecto. Janniot recibió el encargo al mes siguiente de esculpir el cartucho sobre la entrada principal. Además, se contrataron 350 trabajadores para la construcción de la superestructura.

### Desde 1930 hasta 1970
El Gobierno de Francia había expresado interés en ocupar un espacio en La Maison Francaise poco después de que se anunciaran los planes de construcción y se abriera una oficina de turismo en octubre de 1933. Otros primeros inquilinos incluyeron al distribuidor de vinos G. H. Mumm, la tienda de perfumes Les Parfums Marley, la línea de barcos de vapor Compagnie Générale Transatlantique, la diseñadora Anny Blatt, y el periódico Courrier des États-Unis. La escultura de Janniot se inauguró en junio de 1934; The New York Times lo describió como "una nueva Estatua de la Libertad en la Quinta Avenida". A principios de 1935, La Maison Francaise estaba ocupada en un 82 por ciento. La Maison Francaise también acogió exposiciones en sus primeros años, incluida una exposición sobre sótanos urbanos, una muestra de artefactos de Napoleón, y una muestra de fotografía de aficionados. Otros inquilinos a fines de la década de 1930 incluyeron Air France, Cafe Louis XIV, una oficina de información francesa, Eastern Steamship Lines, y una oficina de compras de la embajada francesa.
El consulado francés en el edificio solo funcionó hasta 1942 (bajo la Francia de Vichy ), cuando la oficina consular compró un edificio más al norte en la Quinta Avenida. También durante la década de 1940, la firma de joyería J. Chaumet Inc. y la tienda de perfumes Coty Inc. alquilaron un espacio en La Maison Francaise. Incluso durante la Segunda Guerra Mundial, en 1944, se registró que el edificio estaba completamente ocupado. En la Postguerra, fue sede de un comité de las Naciones Unidas para identificar una nueva sede para esa entidad. A su vez, een este periodo el Rockefeller Center buscó agregar aire acondicionado a sus estructuras originales, ya que esta característica ya estaba instalada en los edificios más nuevos. El British Empire Building y La Maison Francaise ya tenían sistemas de refrigeración, que se actualizaron. La Universidad de Columbia se encargó de instalar aire acondicionado. El inicio de la Guerra de Corea en 1950 retrasó el proyecto pero, al año siguiente, Columbia accedió a reembolsar a Rockefeller Center Inc. por la instalación.
Se firmaron más contratos de arrendamiento en la década de 1950 con los importadores Corroyer & Co., la aerolínea israelí El Al, la empresa de publicidad francesa Publicis, y Mohawk Brush Company. Durante la próxima década, los inquilinos del edificio incluyeron la empresa de tecnología Raytheon Company, los productores de cine WSK Associates, y una oficina de viajes de Sudáfrica. La librería Librairie de France también tenía una tienda en La Maison Francaise; era una de varias librerías en la Quinta Avenida en el centro de la ciudad. Durante la década de 1970, la tienda de ropa de mujer Pierre D'Alby reemplazó las oficinas de la Oficina Nacional de Turismo de Francia en la planta baja, mientras que la tienda de accesorios Botticelli reemplazó la oficina de una aerolínea. El edificio también se actualizó a principios de la década de 1980 para cumplir con las normas más estrictas de seguridad contra incendios.

### Años 1980 y 1990

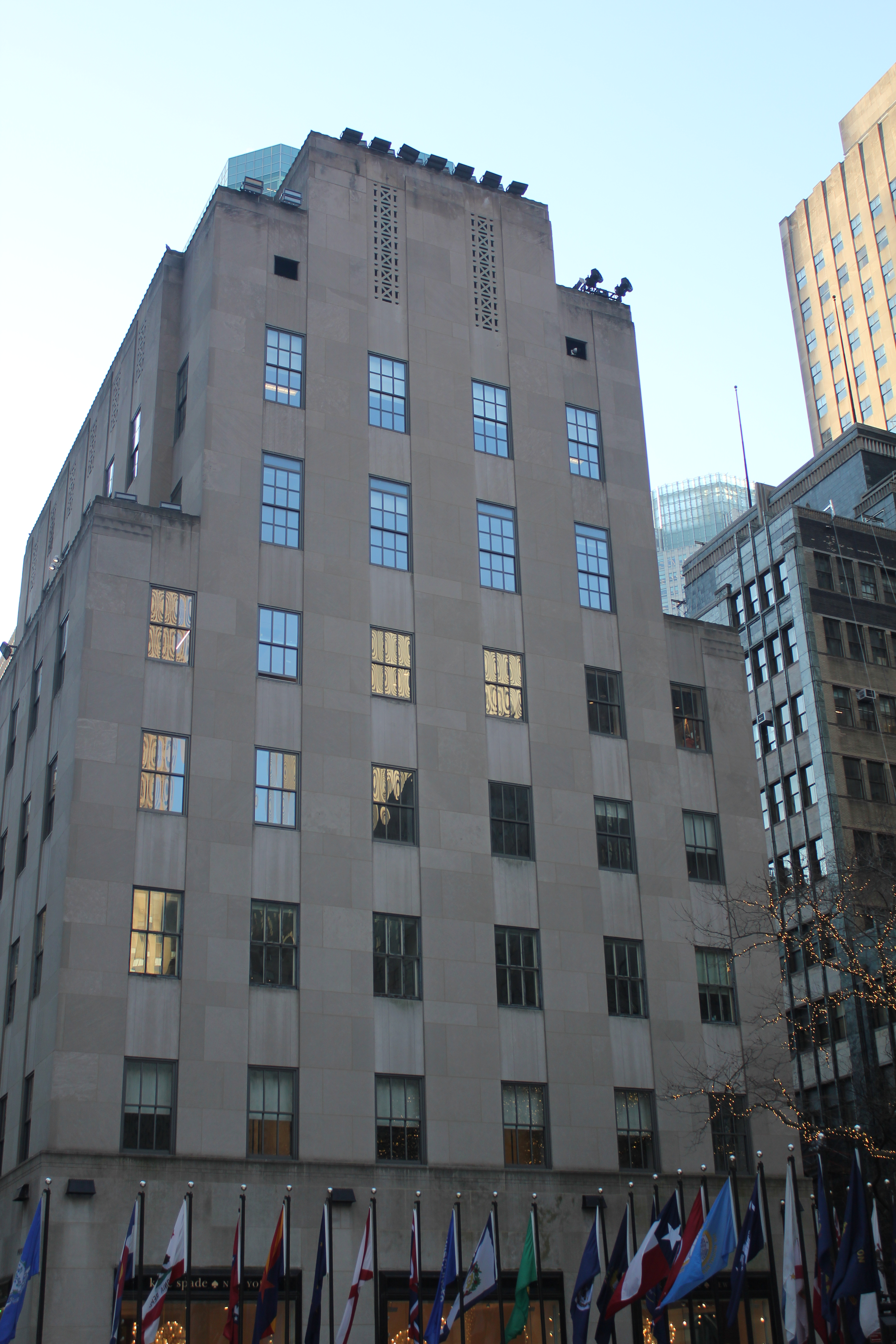
Vista del costado de la Plaza Inferior del edificio

La Universidad de Columbia no ganaba suficiente dinero con los arrendamientos del Rockefeller Center en la década de 1970, y n 1983c omenzó a buscar vender el terreno debajo del Rockefeller Center, incluido el International Building. Ese año, la Comisión de Preservación de Monumentos Históricos de la Ciudad de Nueva York (LPC, por sus siglas en inglés) celebró audiencias para determinar qué parte del Rockefeller Center debería protegerse como monumento histórico. La familia Rockefeller y la Universidad de Columbia reconocieron que los edificios ya eran puntos de referencia simbólicos, pero su portavoz John E. Zuccotti recomendó que solo se protegiera la cuadra entre las calles 49 y 50, incluida La Maison Francaise. Por el contrario, casi todos los demás que apoyaron el estatus de hito del Rockefeller Center recomendaron que todo el complejo fuera señalado. El LPC otorgó el estatus de hito a los exteriores de todos los edificios del complejo original, así como a los interiores de dos vestíbulos, el 23 de abril de 1985. Los edificios originales del Rockefeller Center también se convirtieron en Monumento Histórico Nacional en 1987.
Mientras tanto, Columbia había acordado vender el terreno al Grupo Rockefeller por 400 millones de dólares en febrero de 1985. El Grupo Rockefeller formó Rockefeller Center Inc. ese julio para administrar La Maison Francaise y otras propiedades. La Hudson-Shatz Painting Company también restauró el cartucho y el panel de bronce de Janniot sobre la entrada de La Maison Francaise en 1985, cubriéndolos con una capa de oro de 23 quilates. Durante 1987, los jardines de techo fueron restaurados a un costo de 48 000 dólares por cada jardín. Mitsubishi Estate, una empresa de bienes raíces del Grupo Mitsubishi, compró una participación mayoritaria en el Grupo Rockefeller en 1988, incluidas La Maison Francaise y las otras estructuras del Rockefeller Center. Posteriormente, el Rockefeller Center transfirió algunos de los derechos aéreos no utilizados sobre el British Empire Building y La Maison Francaise al rascacielos Rockefeller Plaza West en la Séptima Avenida. A cambio, el Grupo Rockefeller tuvo que preservar los edificios originales entre las calles 49 y 50 bajo un conjunto de regulaciones más estricto que el resto del complejo.
El Grupo Rockefeller se declaró en bancarrota en mayo de 1995 después de no cumplir con varios pagos de la hipoteca. Ese noviembre, el hijo de John Rockefeller Jr., David, y un consorcio liderado por Goldman Sachs acordaron comprar los edificios del Rockefeller Center por 1100 millones de dólares, superando a Sam Zell y otros postores. La transacción incluyó 306 millones de dólares para la hipoteca y 845 millones para otros gastos. A fines de la década de 1990, la boutique francesa Rodier se mudó a uno de los espacios comerciales. Surgió una disputa de preservación en mayo de 1998, cuando los propietarios anunciaron planes para ampliar los escaparates de los edificios de la Quinta Avenida del centro a dos pisos. Los tamaños de las ventanas se redujeron a pedido de la LPC, y las modificaciones se aprobaron en septiembre de 1998.

### 2000 al presente
Tishman Speyer, dirigido por el amigo cercano de David Rockefeller, Jerry Speyer, y la familia Lester Crown de Chicago, compró los 14 edificios y terrenos originales en diciembre de 2000 por 1850 millones de dólares, incluida La Maison Francaise. Una tienda de ropa Kenneth Cole abrió en el edificio a principios de la década de 2000; fue reemplazada en 2012 por una tienda de ropa de Michael Kors. La librería Librarie de France del edificio cerró en 2009, después de tres cuartos de siglo, debido al rápido aumento de la renta. En enero de 2020, Tishman Speyer contrató a Gabellini Sheppard Associates para diseñar una renovación para Channel Gardens, Rockefeller Plaza y Lower Plaza. Estos planes incluyeron modificaciones en la iluminación, la plantación, los caminos y las fachadas, como los escaparates de La Maison Francaise y el British Empire Building. Los planes fueron aprobados en abril.